# Hallgrímur Pétursson
Hallgrímur Pétursson (Gröf, 1614 – Ferstikla, 27 oktober 1674) was een van de bekendste dichters en invloedrijkste Lutheraanse dominees van IJsland. Hij diende op Hvalnes op het schiereiland Reykjanes, en op Saurbær aan de fjord Hvalfjörður. De Hallgrímskirkja in Reykjavík en de Hallgrímskirkja in Saurbær zijn naar hem genoemd.

## Levensloop

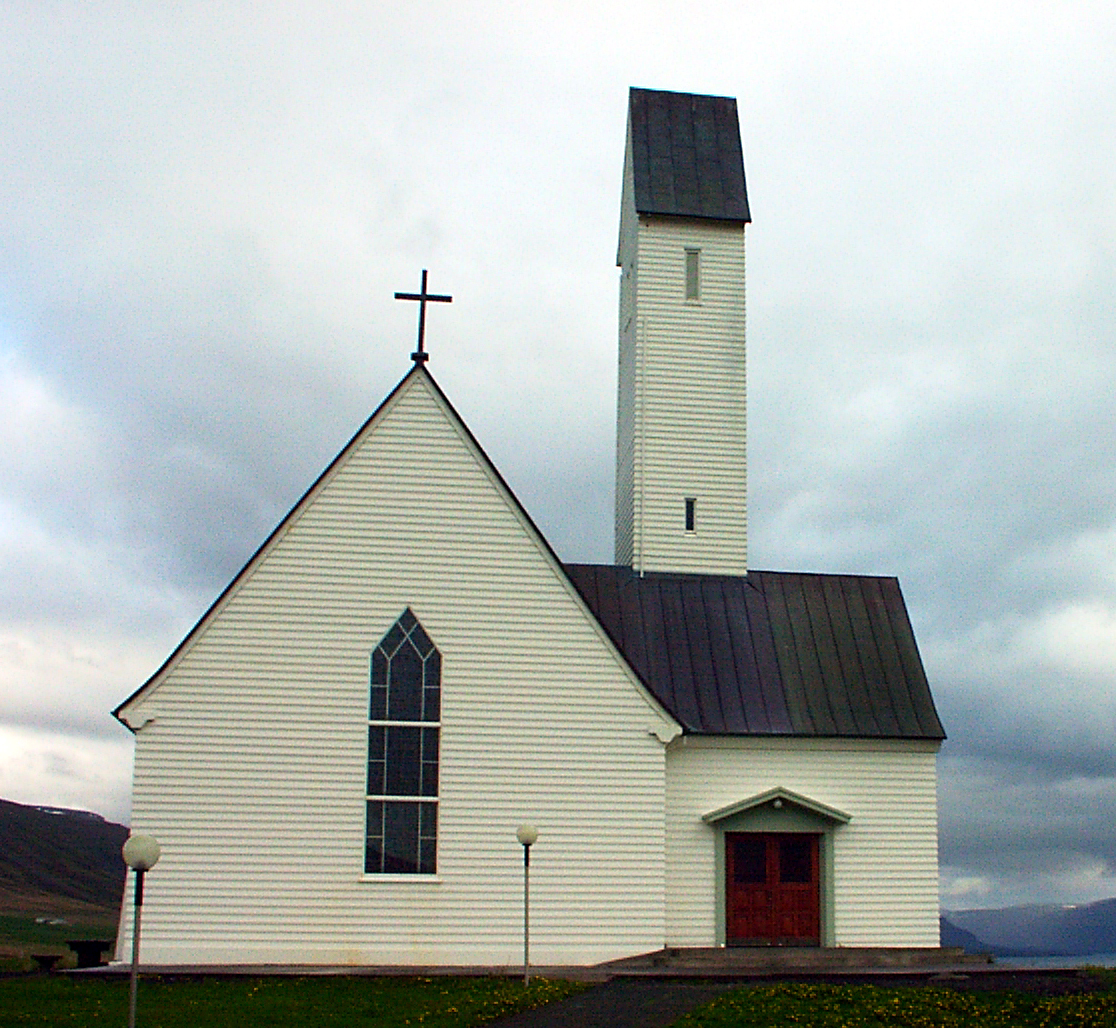
De Hallgrímskirkja in Saurbær.

Hallgrímur werd in 1614 geboren in Gröf, een boerderij even ten zuiden van Hofsós in het noorden van IJsland, als zoon van Pétur Guðmundsson en Sólveig Jónsdóttir. Zijn vader was een pachter van zijn oom, bisschop Guðbrandur Þorláksson, de bisschop van Hólar, een van de twee belangrijkste religieuze centra van IJsland in die dagen. Hallgrímur groeide op in Hólar. Op jeugdige leeftijd verliet hij het huis en vertrok samen met een aantal kooplui van IJsland. Vanaf die tijd werd er niets meer van hem vernomen totdat de IJslandse priester Brynjólfur Sveinsson in Glückstadt in Duitsland iemand IJslands hoorde praten. Dat bleek Hallgrímur te zijn die bij een smid in de leer was. Brynjólfur kreeg medelijden met de jongen en bekostigde zijn opleiding tot priester in Kopenhagen in Denemarken. Toen hij daar studeerde moest hij onder andere les geven aan een aantal IJslanders die eerder door Algerijnse piraten waren ontvoerd (zie: Turkse ontvoeringen). Een van hen was Guðríður Símonardóttir, een getrouwde vrouw die zwanger van Hallgrímur werd. Hij verliet de priesterschool en keerde samen met de groep naar IJsland terug. Daar kwam Guðríður erachter dat haar man reeds overleden was, waarop zij prompt trouwde met Hallgrímur. De daaropvolgende zware jaren werkte hij als arbeider.
Zeven jaar na zijn terugkeer naar IJsland werd Brynjólfur Sveinsson, die Hallgrímur reeds eerder geholpen had, bisschop van Skálholt, het andere belangrijke religieuze centrum van IJsland. Hij benoemde Hallgrímur in 1644 tot priester van Hvalsnes ("Walvisstek"), een plaatsje in Zuidwest-IJsland, hoewel hij zijn theologische studie nooit had afgemaakt. Men was nogal verbaasd dat een gewone arbeider priester werd, maar Hallgrímur bleek zeer goed te kunnen preken. Hallgrímur en zijn vrouw kregen daar een dochter, Steinunn. Zij stierf op jonge leeftijd, hetgeen Hallgrímur veel leed bezorgde. Hij hieuw zelf een grafsteen voor haar en beitelde er ook zelf een inscriptie in. Deze steen is nog steeds in de kerk van Hvalsnes te bezichtigen. Tot 1651 woonde de familie in Hvalsnes, waarna hij naar het begerenswaardige Saurbær aan de fjord Hvalfjörður werd overgeplaatst. Dat mocht als een forse promotie worden beschouwd. Hij diende daar totdat hij op 27 oktober 1674 aan melaatsheid stierf. Hij werd in Saurbær begraven.

## Werken
Hallgrímurs belangrijkste werk is de Passíusálmar, een collectie van hymnen waarvan het de bedoeling was dat er gedurende de 9 weken voor Pasen elke dag één gezongen werd. Hij heeft er in totaal meer dan 50 geschreven. De volledige naam luidt: Historia pínunnar og dauðans Drottins vors Jesú Kristí, með hennar sérlegustu lærdóms-, áminningar- og huggunargreinum, ásamt bænum og þakkargjörðum, í sálmum og söngvísum með ýmsum tónum samsett og skrifuð anno 1659 ("De geschiedenis van het lijden en sterven van onze Heer, Jezus Christus, met haar speciale onderwijzende, vermanende en troostende artikelen, tevens met gebeden en loftuitingen, in psalmen en gezangen met meerdere aantekeningen, gecomponeerd en geschreven in 1659"). Elke hymne had een titel die aangaf naar welk deel van het lijden van Christus hij verwees, en een aanduiding hoe hij gezongen moest worden.
Andere werken van hem zijn Aldarháttur, de rímur van Lykla-Pétri en Magellónu, Króka-Refs rímur en een verzameling opvoedkundige rijmpjes voor kinderen.